# Đệ Tam Cộng hòa Hy Lạp
Đệ Tam Cộng hòa Hy Lạp (tiếng Hy Lạp: Γ΄ Ελληνική Δημοκρατία, đã Latinh hoá: Ellīnikī́ Dīmokratía) là giai đoạn trong lịch sử Hy Lạp hiện đại trải dài từ năm 1974, với sự sụp đổ của chính quyền quân sự Hy Lạp và bãi bỏ chính thức của chế độ quân chủ Hy Lạp, cho đến ngày nay.
Nó được coi là giai đoạn thứ ba của chế độ cộng hòa ở Hy Lạp, sau Đệ Nhất Cộng hòa trong Chiến tranh giành độc lập Hy Lạp (1821–1832) và Đệ Nhị cộng hòa trong thời gian tạm thời bãi bỏ chế độ quân chủ năm 1924–1935. Thuật ngữ "Metapolitefsi" (Μεταπολίτευση) thường được sử dụng trong giai đoạn này, nhưng thuật ngữ này liên quan thường xuyên hơn với những năm đầu tiên ngay sau sự sụp đổ của quân đội. Trong khi các nước Đệ Nhất Cộng hòa Hy Lạp và Đệ Nhị không được sử dụng phổ biến ngoại trừ trong một bối cảnh mô tả, thuật ngữ Đêh được sử dụng thường xuyên.
Đặc điểm của nước Đệ Tam Cộng hòa Hy Lạp là sự phát triển của các quyền tự do xã hội, định hướng châu Âu của Hy Lạp và sự thống trị chính trị của các bên ND và PASOK. Ngược lại, giai đoạn này bao gồm tham nhũng cao, sự suy giảm của một số chỉ số kinh tế như nợ công và chủ nghĩa cộng sản, chủ yếu là trong bối cảnh chính trị và quốc hội.

## Sự kiện
Giai đoạn này được đánh dấu bằng những thay đổi lớn. Năm 1981, Hy Lạp gia nhập EU. Đồng thời đảng trung tâm PASOK đã thắng cử và thay đổi phong cảnh chính trị Hy Lạp. Trong năm 1990, mức sống của người Hy Lạp được cải thiện quan trọng, tuy nhiên Thế vận hội Olympic năm 2004 là đỉnh điểm. Ngày 1 tháng 1 năm 2001, Hy Lạp đã thông qua đồng Euro được giới thiệu ở nước này vào ngày 1 tháng 1 năm 2002. Vào những tháng cuối năm 2009, khủng hoảng nợ Hy Lạp bùng nổ, một sự kiện mang lại những thay đổi lớn cả về mặt chính trị và xã hội.

## Tổng thống Đệ tam Cộng hòa Hy Lạp
- Michail Stasinopoulos (1974–75)
- Konstantinos Tsatsos (1975–80)
- Konstantinos Karamanlis (1980–85)
- Christos Sartzetakis (1985–90)
- Konstantinos Karamanlis (1990–95)
- Konstantinos Stefanopoulos (1995–2005)
- Karolos Papoulias (2005–2015)
- Prokopis Pavlopoulos (từ 2015)

## Lịch sử

### Chính phủ dân chủ mới, 1974–1981
Các cuộc bầu cử tháng 11 năm 1974 cho Dân chủ mới, đảng thành lập bởi Karamanlis, đa số tuyệt đối, 54,37%, và sau khi các tháng 12 năm 1974 trưng cầu dân ý, trong đó các nước cộng hòa được chọn là một chính thể với gần 70 %, vương quốc đã bị bãi bỏ. Quốc hội nổi lên từ cuộc bầu cử đã soạn thảo một hiến pháp mới đã được phê chuẩn vào năm 1975 và có hiệu lực cho đến ngày hôm nay. Các biện pháp chủ yếu của chính phủ Konstantinos Karamanlis là tái hòa nhập của Hy Lạp trong cánh quân sự NATO và Hy Lạp gia nhập Cộng đồng Kinh tế châu Âu, và trong khi có cải cách giáo dục bằng cách tăng giáo dục bắt buộc từ sáu đến chín năm. Cuối cùng, trường học thành phố đã trở thành ngôn ngữ chính thức trong các trường học và nói chung là nhà nước Hy Lạp. Trong cuộc bầu cử quốc hội năm 1977, Konstantinos Karamanlis lại là thủ tướng, nhưng vào năm 1980, ông từ chức thủ tướng và ngày 15 tháng 5 năm 1980, ông được bầu làm Tổng thống cộng hòa. Thủ tướng và Chủ tịch Dân chủ Mới đã trở thành Georgios Rallis.

### Chính phủ PASOK, 1981–1989
Trong cuộc bầu cử năm 1981, PASOK do Andreas Papandreou đứng đầu và với tỷ lệ 48% là chính phủ. Trong chính phủ Papandreou bãi bỏ trong mọi lĩnh vực của giấy chứng nhận lương tâm xã hội, thành lập các dịch vụ y tế quốc gia cung cấp dịch vụ chăm sóc miễn phí và Luật Gia đình đổi với sự ra đời của hôn nhân dân sự, được sự đồng ý lẫn nhau ly hôn và việc bãi bỏ hồi môn. Thậm chí giáo dục và biện pháp mà có mục đích chính của nó cải thiện thu nhập, chẳng hạn như tăng gấp đôi lương hưu và tiền lương do sự gia tăng của các quỹ trao cho Hy Lạp bởi cộng đồng châu Âu (Chương trình Địa Trung Hải Tích hợp) được nâng cấp. Các biện pháp quan trọng đã được thực hiện là nâng cấp vị trí xã hội của người phụ nữ và công nhận kháng chiến quốc gia.
Một cuộc khủng hoảng nghiêm trọng trong quan hệ Tổng thống và Thủ tướng đã mang sự từ chức của Karamanlis từ Chủ tịch nước Cộng hoà và sự khởi đầu của quá trình xem xét Hiến pháp, được hoàn thành vào năm 1986 với việc loại bỏ các quyền hạn nhất định của Chủ tịch nước Cộng hòa.
Trong cuộc bầu cử năm 1985, PASOK lại một lần nữa là một đảng cầm quyền, tích lũy 45,82%. Chính phủ Papandreou trong nhiệm kỳ thứ hai của những căng thẳng kinh nghiệm với Thổ Nhĩ Kỳ yêu cầu tổng hợp và đồng quản lý của Aegean. Năm 1988, Thủ tướng Chính phủ Hy Lạp và Thủ tướng Thổ Nhĩ Kỳ Turgut Özal đồng ý để bắt đầu một cuộc đối thoại toàn diện hướng tới một chính sách suy thoái kinh tế (không có cuối cùng trở thành nhượng bộ hay thỏa hiệp trên cả hai mặt), khi nào, vào năm 1987, hai nước đang trên bờ vực của chiến tranh.

### Bất ổn chính trị và Vụ bê bối Koskota
Trong cuộc bầu cử năm 1989, không đảng nào có thể thành lập chính phủ tự quản. Điều này tạo ra một chính phủ chấp nhận chung của nền dân chủ mới và Liên minh còn lại với Thủ tướng Tzanni Tzanetaki. Trong liên minh, khiếu nại đối với các quan chức chính phủ PASOK cho vụ bê bối tài chính dẫn đến việc giới thiệu của Andreas Papandreou tại Tòa án tối cao, mà cuối cùng sẽ làm xong anh ta. Trong khi đó, Chính phủ Đại kết của Xenophon Zolotis và chiến thắng cuộc bầu cử của Dân chủ Mới trong cuộc bầu cử năm 1990 do Konstantinos Mitsotakis dẫn đầu.
Chính phủ Mitsotakis tiến hành với tư nhân hóa không bền vững công ty đại chúng và việc ký kết Hiệp ước Maastricht. Trong lĩnh vực ngoại giao, tạo ra cuộc khủng hoảng trong quan hệ giữa Hy Lạp và cựu Cộng hòa Xã hội chủ nghĩa Macedonia, mà đã trở thành độc lập vào năm 1991, các vấn đề về tên của đất nước. Tuy nhiên, do những bất đồng gay gắt trong chính phủ đã mang lại sự rút lui của các đại biểu, chính phủ đã mất đa số nghị viện và các cuộc bầu cử mới đã được đưa ra.

### Chính phủ PASOK, 1993–2004
Trong cuộc bầu cử năm 1993, PASOK nhậm chức với 46,88%. Tuy nhiên, việc nhập viện và chăm sóc sức khỏe lâu dài của Andreas Papandreou đã khiến ông từ chức vào tháng 1 năm 1996. Kostas Simitis trở thành thủ tướng mới. Vào tháng 6 năm 1996, Andreas Papandreou qua đời và Simitis trở thành chủ tịch PASOK, người cũng đã thắng và giành được các cuộc bầu cử năm 1996 và 2000 tiếp theo. Trong những năm này, thành viên của Liên minh tiền tệ kinh tế (EMU) và bình thường hóa quan hệ ngoại giao với Thổ Nhĩ Kỳ đã đạt được sau cuộc khủng hoảng nhập cư năm 1996 và trường hợp Ocalan 1999. Hệ quả của tăng trưởng kinh tế kinh nghiệm của Hy Lạp đang chuyển biến tích cực và tiêu cực trong nền kinh tế Hy Lạp, chẳng hạn như việc xây dựng các công trình công cộng, các cam kết đăng cai Thế vận hội Mùa hè 2004 tại Athens, sự gia tăng tổng sản phẩm quốc nội và Scandal của giao dịch chứng khoán.